# Бутстрэп (статистика)
Бутстрэп (англ. bootstrap) в статистике — практический компьютерный метод исследования распределения статистик вероятностных распределений, основанный на многократной генерации выборок методом Монте-Карло на базе имеющейся выборки. Позволяет просто и быстро оценивать самые разные статистики (доверительные интервалы, дисперсию, корреляцию и так далее) для сложных моделей.
Понятие введено в 1977 году Брэдли Эфроном (первая публикация относится к 1979 году). Суть метода состоит в том, чтобы по имеющейся выборке построить эмпирическое распределение. Используя это распределение как теоретическое распределение вероятностей, можно с помощью датчика псевдослучайных чисел сгенерировать практически неограниченное количество псевдовыборок произвольного размера, например, того же, как у исходной. На множестве псевдовыборок можно оценить не только анализируемые статистические характеристики, но и изучить их вероятностные распределения. Таким образом, например, оказывается возможным оценить дисперсию или квантили любой статистики независимо от её сложности. Данный метод является методом непараметрической статистики.
Наряду с методами «складного ножа», перекрёстной проверки и перестановочным тестированием составляет класс методов генерации повторной выборки (англ. resampling).

## Этимология

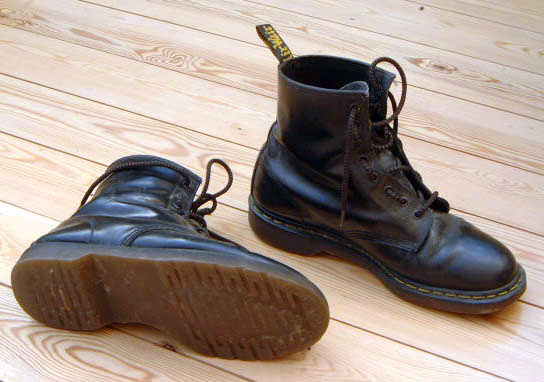
У стоящего ботинка виден торчащий ремешок (bootstrap)

Слово происходит от выражения: «To pull oneself over a fence by one’s bootstraps.» (дословно — «перебраться через ограду, потянув за ремешки на ботинках» (см. фото справа). Для русскоязычных людей ближе будет история барона Мюнхгаузена, который, потянув себя за волосы, вытащил себя и свою лошадь из болота.
Сам англицизм «бутстрап» используется во многих областях знаний, где нужно передать смысл того, что вы получаете что-то «бесплатно» или магическим образом из ничего получаете нечто стоящее. В области статистики ближайший по этимологии аналог термина — «самовытягивание».

## Вводный пример
Пусть имеется два наблюдения:
{\displaystyle (x_{1},y_{1})=(1,1),\ (x_{2},y_{2})=(2,3)}
Предположим, что нам необходимо оценить параметр в регрессии y на x:
{\displaystyle y_{i}=\theta x_{i}+\epsilon _{i}}
Оценка параметра, полученная методом наименьших квадратов, будет равна
{\displaystyle {\hat {\theta }}={\frac {x_{1}y_{1}+x_{2}y_{2}}{x_{1}^{2}+x_{2}^{2}}}={\frac {1\times 1+2\times 3}{1^{2}+2^{2}}}={\frac {7}{5}}}
Эмпирическая функция распределения при этом равна
{\displaystyle (x,y)'={\begin{cases}(1,1)',\quad p=1/2\\(2,3)',\quad p=1/2\\\end{cases}}}
При этом данные из двух наблюдений относительно эмпирического распределения будут распределены так:
{\displaystyle (x_{1},y_{1})',(x_{2},y_{2})'={\begin{cases}(1,1)',(1,1)',\quad p=1/4\\(1,1)',(2,3)',\quad p=1/4\\(2,3)',(1,1)',\quad p=1/4\\(2,3)',(2,3)',\quad p=1/4\\\end{cases}}}
Это и есть бутстрэповское распределение. Далее можем найти распределение МНК-оценки:
{\displaystyle {\hat {\theta }}_{2}^{*}={\begin{cases}1,\quad \quad p=1/4\\7/5,\quad p=1/2\\3/2,\quad p=1/4\\\end{cases}}}

## Применение
Бутстрэп используется для корректировки смещения, тестирования гипотез, построения доверительных интервалов.

### Бутстрэповский доверительный интервал: алгоритм
Пусть дана выборка {\displaystyle (z_{1};z_{2};\dots ;z_{n})} из генеральной совокупности, и требуется оценить параметр {\displaystyle \theta }. Необходимо выбрать количество {\displaystyle B} псевдовыборок, которые будут формироваться из элементов исходной выборки с возвращением. Для каждой из псевдовыборок {\displaystyle (z_{1}^{*};z_{2}^{*};\dots ;z_{n}^{*})_{b},b=1,2,\dots ,B} вычисляется псевдостатистика {\displaystyle {\hat {\theta }}_{b}^{*}}.
Псевдостатистики {\displaystyle {\hat {\theta }}_{1}^{*},{\hat {\theta }}_{2}^{*},\dots ,{\hat {\theta }}_{B}^{*}} сортируются от меньшей к большей. Квантилями {\displaystyle q_{\alpha _{1}}^{*},q_{1-\alpha _{2}}^{*}} принимаются значения {\displaystyle {\hat {\theta }}_{[B\alpha _{1}]}^{*},{\hat {\theta }}_{[B(1-\alpha _{2})+1]}^{*}}. С их помощью строится доверительный интервал.